# Liste der Kulturdenkmäler in Dienstweiler
In der Liste der Kulturdenkmäler in Dienstweiler sind alle Kulturdenkmäler der rheinland-pfälzischen Ortsgemeinde Dienstweiler aufgeführt. Grundlage ist die Denkmalliste des Landes Rheinland-Pfalz (Stand: 12. Juni 2023).

## Einzeldenkmäler
| Bezeichnung | Lage                   | Baujahr                | Beschreibung                                                     | Bild |
| ----------- | ---------------------- | ---------------------- | ---------------------------------------------------------------- | ---- |
| Hofanlage   | Dorfstraße 9 Lage      | ab 1870                | Vierseithof, ab 1870; Quereinhaus; Stalltrakt und Scheune jünger | BW   |
| Hofanlage   | Im Eck 1 Lage          | 1650                   | Winkelhof, im Kern von 1650, Wirtschaftsflügel jünger            | BW   |
| Hofanlage   | Im Eck 5 Lage          | 1862                   | stattliche Hofanlage, 1862                                       | BW   |
| Brunnen     | Im Eck, bei Nr. 5 Lage | spätes 19. Jahrhundert | neugotischer Laufbrunnen, Gusseisen, spätes 19. Jahrhundert      | BW   |